# Douzat

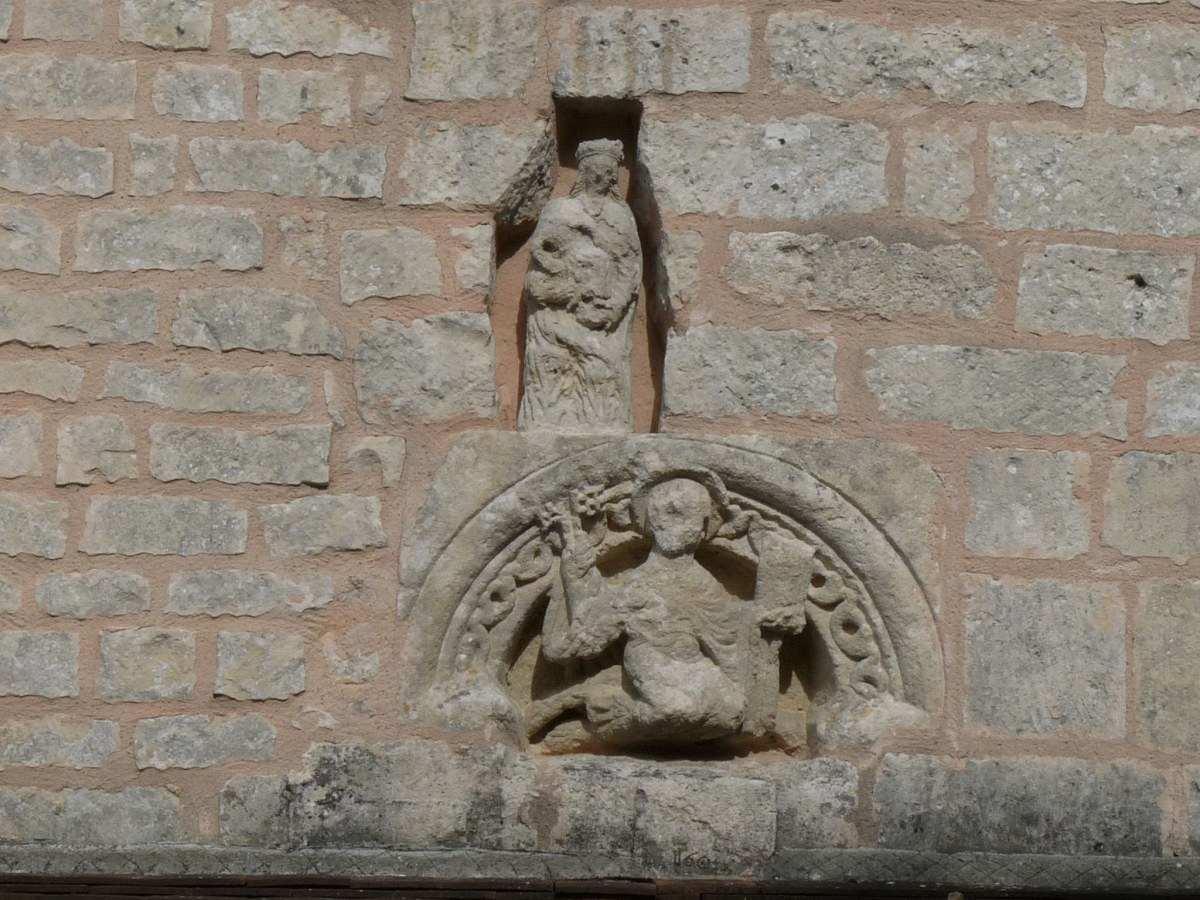
Tympanon mit Petrus; darüber eine Marienfigur

Douzat ist ein Ort und eine Gemeinde mit 432 Einwohnern (Stand 1. Januar 2022) im westfranzösischen Département Charente in der Region Nouvelle-Aquitaine.

## Lage
Der Ort Douzat liegt in der Kulturlandschaft des Angoumois in einer Höhe von etwa 75 m ü. d. M. und ist etwa 17 km (Fahrtstrecke) in nordwestlicher Richtung von der Stadt Angoulême bzw. etwa 32 km in östlicher Richtung von der Stadt Cognac entfernt.

## Bevölkerungsentwicklung
| Jahr      | 1800 | 1851 | 1901 | 1954 | 1999 | 2013 |
| Einwohner | 433  | 537  | 402  | 323  | 344  | 459  |

Der Bevölkerungsrückgang in der ersten Hälfte des 20. Jahrhunderts ist im Wesentlichen auf den Verlust an Arbeitsplätzen infolge der Mechanisierung der Landwirtschaft zurückzuführen. Aufgrund der Nähe zur Stadt Angoulême und vergleichsweise günstiger Immobilienpreise ist die Bevölkerung der Gemeinde im beginnenden 21. Jahrhundert wieder angewachsen.

## Wirtschaft
Lebten die Bewohner des Ortes jahrhundertelang von den Erträgen ihrer Felder und Gärten, so wurde im ausgehenden Mittelalter und in der frühen Neuzeit der Weinbau vorangetrieben, der – nach der Reblauskrise im ausgehenden 19. und beginnenden 20. Jahrhundert – auch heute noch die wichtigste Einnahmequelle der Gemeinde ausmacht. Auch der Tourismus in Form der Vermietung von Ferienwohnungen (gîtes) spielt eine nicht unbedeutende Rolle für das wirtschaftliche Leben der Gemeinde.

## Geschichte
Aus römischer Zeit wurde ein kleiner Sarkophag ausgegraben, in welchen sich eine langgezogene Glasphiole und eine Figurine des Gottes Merkur befanden. Auch die Grundmauern eines gallorömischen Landgutes (villa rustica) wurden freigelegt. 
Zum Schutz vor den Überfällen durch Wikinger und Sarazenen wurde im 9. Jahrhundert ein langgezogener Wall von Angoulême ins Hinterland aufgeschüttet, der auch durch das Gemeindegebiet von Douzat führte. Im Mittelalter befand sich hier ein der französischen Krone gehörender ausgedehnter Wald (Forêt de Marange), dessen Baumbestand jedoch im 17. und 18. Jahrhundert für Schiffsbauzwecke geplündert wurde und von dem heute nicht mehr viel erhalten ist.

## Sehenswürdigkeiten
- Die Pfarrkirche Notre-Dame ist ein weitgehend schmuckloser Bau aus dem 11. Jahrhundert, der aber in der Folgezeit mehrfach umgebaut wurde. Wichtigste Dekorelemente sind eine über dem Portal eingefügte und als Monument historique eingetragene Figur des Apostels Petrus in einem nur ca. 50 cm hohen Tympanon[2] sowie eine darüber befindliche Marienfigur. Das Kirchenschiff birgt eine ebenfalls geschützte Muttergottesstatue aus dem 17. Jahrhundert.[3]
- Die engen Gassen des Ortes vermitteln einen mittelalterlichen Eindruck; die Häuser sind jedoch allesamt jünger.